# Дуг Сомнер
Дуг Сомнер (англ. Doug Somner, нар. 4 липня 1951, Единбург) — шотландський футболіст, що грав на позиції нападника. Виступав, зокрема, за клуби «Фолкерк», «Партік Тісл», «Сент-Міррен», «Гамільтон Академікал».

## Ігрова кар'єра
Дуг Сомнер у дорослому футболі дебютував 1971 року виступами за команду клубу «Фолкерк», в якій провів три сезони, взявши участь у 45 матчах чемпіонату. 
Згодом з 1974 по 1984 рік грав у складі команд клубів «Ейр Юнайтед», «Партік Тісл», «Сент-Міррен» та «Гамільтон Академікал». Виступаючи за «Сент-Міррен» в сезоні 1979-80 став найкращим бомбардиром чемпіонату Шотландії та здобув бронзову медаль чемпіонату.
Завершив професійну ігрову кар'єру у клубі «Монтроз», за команду якого виступав протягом 1984-1986 років.

## Титули і досягнення
- Чемпіонат Шотландії
  - Бронзовий призер (1): 1979–80